# Goodnight Miss Ann
Goodnight Miss Ann (Gute Nacht, Fräulein Ann) ist ein US-amerikanischer Dokumentar-Kurzfilm von August Cinquegrana aus dem Jahr 1978, der für einen Oscar nominiert war.

## Inhalt
Der Film befasst sich mit der Kampfsportart Boxen und Boxclubs in Los Angeles und untersucht, welche Bedingungen Boxer dort früher vorfanden. Boxen soll innere Kraftquellen mobilisieren und bestenfalls das Selbstwertgefühl und die Durchsetzungsfähigkeit im positiven Sinne stärken. Der Film soll auch vermitteln, dass Boxen in früheren Zeiten einen besonderen Stellenwert hatte.

## Veröffentlichung
Der von Pyramid Films vertriebene Kurzfilm wurde erstmals im Oktober 1978 in den Vereinigten Staaten veröffentlicht.

## Auszeichnungen
- Chicago International Film Festival 1978: Nominierung für den Gold Hugo in der Kategorie „Beste Dokumentation“
- Oscarverleihung 1979: Oscarnominierung in der Kategorie „Dokumentar-Kurzfilm“